# Jemal Tabidze
Jemal "Jimmy" Tabidze (en georgià: ჯემალ "ჯიმი" ტაბიძე   ,  ; nascut a Samtrèdia el 18 de març de 1996) és un futbolista professional georgià que juga com a central al Dinamo Makhachkala, de la Premier League russa, i a la selecció de Geòrgia.

## Trajectòria
Tabidze va debutar a la Pirveli Liga amb el FC Saburtalo Tbilisi. El juliol de 2015, després de la seva segona temporada al club, Tabidze va fitxar pel KAA Gent belga, on va participar al seu equip filial però no va arribar a debutar amb el primer equip.
El 14 de febrer de 2017, Tabidze va ser cedit fins a final de temporada al FC Ural Yekaterinburg de la Premier League russa.
L'1 de juliol de 2017, Tabidze va signar un llarg contracte amb el FC Ufa. Gairebé cinc anys després, el 30 de març de 2022, Tabidze va rescindir el seu contracte de mutu acord amb el club rus.
L'11 de juny de 2022, Tabidze va tornar a Bèlgica i va signar un contracte de dos anys amb el Kortrijk. El 15 de juliol de 2022, el seu contracte amb el Kortrijk es va rescindir de mutu acord abans de l'inici de la temporada, ja que, segons el club belga, Tabidze no tenia prou aptitud física, cosa que li va permetre fitxar pel FC Dinamo Tbilisi. El 12 de setembre de 2023, el Dinamo Tbilisi va anunciar que Tabidze havia deixat el club després que el seu contracte es rescindís de mutu acord.
El gener de 2024, Tabidze es va unir al Panetolikos de laSuperlliga grega signant un contracte d'un any i mig amb opció a un any més.
El 30 de juliol de 2024, Tabidze va tornar a la Premier League russa i va signar amb el FC Dinamo Makhachkala.

## Selecció georgiana
Tabidze va debutar amb la selecció de futbol de Geòrgia el 23 de gener de 2017 en un partit amistós contra l'Uzbekistan.
Va ser un dels convocats per Willy Sagnol per a l'Eurocopa d'Alemanya 2024, tot i que no va arribar a jugar ni un sol minut.

## Estadístiques

### Internacional
Actualitzat a 22 de juliol de 2025
| Selecció Nacional | Any   | Partits | Gols |
| ----------------- | ----- | ------- | ---- |
| Georgia           | 2017  | 5       | 0    |
| Georgia           | 2018  | 2       | 1    |
| Georgia           | 2019  | 4       | 0    |
| Georgia           | 2020  | 3       | 0    |
| Georgia           | 2023  | 1       | 0    |
| Total             | Total | 15      | 1    |

### Club
Actualitzat a 27 de juliol de 2025
| Club               | País    | Any       | Partits | Gols |
| ------------------ | ------- | --------- | ------- | ---- |
| Saburtalo Tbilisi  | Geòrgia | 2013-2015 | 38      | 2    |
| KAA Gent           | Bèlgica | 2015-2016 | 0       | 0    |
| Ural Iekaterinburg | Rússia  | 2016-2017 | 4       | 0    |
| FC Ufa             | Rússia  | 2017-2022 | 90      | 1    |
| Kortrijk           | Bèlgica | 2022      | 0       | 0    |
| FC Dinamo Tbilisi  | Geòrgia | 2022-2023 | 36      | 0    |
| Panetolikos        | Grècia  | 2023-2024 | 7       | 0    |
| Dynamo Makhachkala | Rússia  | 2024-2026 | 24      | 0    |

## Palmarès

#### Individual
- Defensa de l'any a l'Erovnuli Liga: 2022[10]
- Membre de l'equip de la temporada de l'Erovnuli Liga 2022[11]
- Ordre d'Honor de Geòrgia: 2024[12]